# Richard Lecour
Pour les articles homonymes, voir Lecour.
Richard Lecour est un joueur de football né le 23 octobre 1973 à Saint-Germain-en-Laye. Il évoluait en tant que défenseur.

## Carrière
Issu du centre de formation du SM Caen, il débute en professionnel lors de la saison 1996-97, le club est alors en Division 1 et il y dispute 10 rencontres. Il joue les quatre saisons suivantes dans le club bas normand. Les trois premières, il est dans la peau du titulaire de l'équipe première. Le début de saison 2000-01 est catastrophique pour Malherbe et l'entraîneur change. Il perd ainsi sa place au profit de Viseux et Bodmer.
La saison suivante, en fin de contrat, il s'engage à l'US Avranches. En mars 2002, il obtient le BEES 1er degré. En 2002, après le limogeage de son entraîneur, Bernard Maccio, il entraîne l'équipe première lors des 5 derniers matchs. De 2005 à 2009, il joue en CFA2 et dispute la finale de la Coupe de Basse-Normandie.
Après avoir joué plus de 110 matchs en L1 et L2 et possédant le diplôme de BEES1, il devient entraîneur du club de Courseulles en 2009. En mai 2010, il est suspendu six mois par la Ligue de Normandie pour « conduite inconvenante ».

## Parcours

### Joueur
Richard Lecour dispute 125 matchs de championnat de France professionnel au cours de sa carrière, dont 10 en première division
- 1996-1997 :  SM Caen (L1; 10 matchs)
- 1997-1998 :  SM Caen (L2; 32 matchs, 2 buts)
- 1998-1999 :  SM Caen (L2; 38 matchs, 1 but)
- 1999-2000 :  SM Caen (L2; 30 matchs, 1 but)
- 2000-2001 :  SM Caen (L2; 16 matchs)
- 2001-2002 :  US Avranches (CFA2; 16 matchs)[5]
- 2002-2003 :  US Avranches (CFA2; 22 matchs, 1 but)[6]
- 2003-2004 :  US Avranches (CFA2; 28 matchs, 1 but)[7]
- 2004-2009 :  SU Dives (CFA2)
- 2021-2022 :  Inter Odon FC (vétérans)

### Entraîneur
- 2002 :  US Avranches
- 2009-... :  Réveil Saint Germain de Courseulles